# 国際連合総会決議62/167
国連総会決議62/167（こくさいれんごうそうかいけつぎ62/167）は、朝鮮民主主義人民共和国の人権の状況（Situation of Human Rights in the Democratic People's Republic of Korea）について、2007年12月18日第62回国際連合総会で採択された決議である。 賛成101、反対22、棄権59、欠席10で可決された。 この決議は、朝鮮民主主義人民共和国の酷い人権の問題について強い憂慮を表明し、北朝鮮政府に基本的な人権と自由を重んずるよう促した。